# 不產氧光合作用
不產氧光合作用（英語：Anoxygenic photosynthesis）是指不以水为电子供体，而不产生氧气的光合作用。其光反应与碳反应均与產氧光合作用有所不同。常见的替代水作为光反应电子供体的物质是硫化氢，其产物是糖类和硫单质（取代了氧气），如下反应式：
CO2+H2S→C6H12O6+S+H2O
綠硫細菌、紫硫细菌等光合细菌采用这一种方式进行光合作用。